# Euro Hockey Tour 2022/2023
Euro Hockey Tour 2021/2022 27. edycja turnieju Euro Hockey Tour. 
Rozgrywki rozpoczęły się 10 listopada 2022 turniejem Karjala Cup, a zakończyły się 7 maja 2023 turniejem Czech Hockey Games. 
Wobec wykluczenia Rosji przez IIHF, w tym sezonie nie został rozegrany turniej Channel One Cup. Jego miejsce tj. miejsce drużyny Rosji zajął Swiss Ice Hockey Games, organizowany przez Szwajcarię.
Zwycięstwo w całym cyklu zapewniła sobie Szwecja, dla której był to szósty triumf w tych rozgrywkach.

## Turnieje

### Karjala Cup
Mecze turnieju o Puchar Karjala odbyły się od 10 do 13 listopada 2022 roku. Turniej zorganizowano w fińskim Turku, zaś jeden mecz rozegrany został w  Czeskich Budziejowicach (spotkanie pomiędzy Czechami i Szwecją).

### Swiss Ice Hockey Games
Mecze turnieju Swiss Ice Hockey Games odbyły się od 15 do 18 grudnia 2022 roku. Turniej zorganizowano w szwajcarskim Fryburgu, zaś jeden mecz rozegrany został Helsinkach w Finlandii (spotkanie pomiędzy Finlandią i Czechami).

### Sweden Hockey Games
Mecze turnieju Sweden Hockey Games odbyły się od 9 do 12 lutego 2023 roku. Turniej zorganizowano w szwedzkim Malmö, zaś jeden mecz rozegrany został Zurychu w Szwajcarii (spotkanie pomiędzy Szwajcarią i Finlandią).

### Czech Hockey Games
Mecze turnieju Czech Hockey Games odbyły się od 4 do 7 maja 2023 roku. Turniej zorganizowano w czeskim Brnie, zaś jeden mecz rozegrany został Göteborgu w Szwecji (spotkanie pomiędzy Szwecją i Szwajcarią).

## Klasyfikacja
| Poz. | Zespół     | M  | Pkt | Z | WpD | PpD | P | G+ | G- | +/- |
| ---- | ---------- | -- | --- | - | --- | --- | - | -- | -- | --- |
| 1    | Szwecja    | 12 | 24  | 5 | 4   | 1   | 2 | 35 | 22 | +13 |
| 2    | Czechy     | 12 | 19  | 5 | 1   | 2   | 4 | 26 | 33 | -7  |
| 3    | Finlandia  | 12 | 16  | 3 | 2   | 3   | 4 | 37 | 34 | +3  |
| 4    | Szwajcaria | 12 | 14  | 2 | 2   | 4   | 4 | 23 | 32 | -9  |